# Luftwaffe (Wehrmacht)
Cet article concerne la force aérienne allemande pendant la Seconde Guerre mondiale. Pour la force aérienne allemande actuelle, voir Luftwaffe.
La Luftwaffe était la composante aérienne de la Wehrmacht de 1935 à 1945. Héritière des Luftstreitkräfte (forces aériennes) de l'Empire allemand dissoutes par le traité de Versailles en 1919, elle est la première bénéficiaire du réarmement de l'Allemagne sous le Troisième Reich où son chef, Hermann Göring, est un des hauts dignitaires du régime. Elle fait ses premières armes pendant la guerre d'Espagne avant de devenir la principale force aérienne de l'Axe pendant la Seconde Guerre mondiale. Elle est pratiquement détruite à la fin de la guerre et l'Allemagne est de nouveau privée d'aviation jusqu'à la renaissance des forces aériennes des deux Allemagne en 1956.

## Histoire

### Victoires et premiers revers (1939-1941)

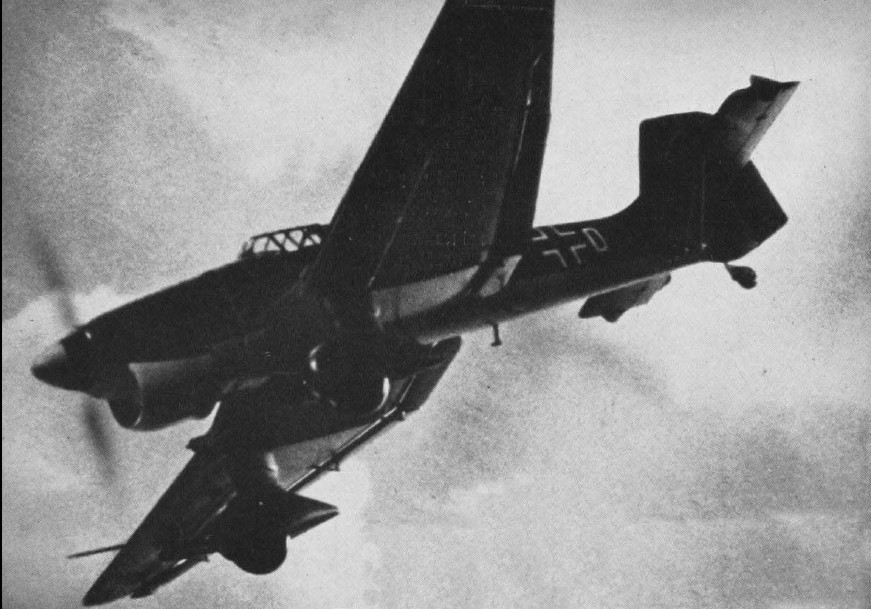
Le Ju 87B Stuka en septembre 1943 : ses attaques en piqué, sirène hurlante, ont un fort impact psychologique qui s'atténuera avec le temps.

Pendant l'été 1939, à la veille du déclenchement de la Seconde Guerre mondiale, la Luftwaffe devient l'armée de l'air la plus puissante du monde.
Elle aligne environ 4 000 avions, dont 1 100 monomoteurs de chasse Messerschmitt Bf 109, 400 chasseurs-bombardiers bimoteurs Messerschmitt Bf 110, 1 100 bombardiers moyens Dornier Do 17, Junkers Ju 88 et Heinkel He 111, et 290 bombardiers en piqué Junkers Ju 87 Stuka. Ce qui lui donne un rôle significatif pendant les premières campagnes de la guerre et contribue pour beaucoup au succès final des forces armées allemandes pendant la période du 1er septembre 1939 jusqu'à la mi-juin 1940, prouvant aux armées ennemies l'efficacité tactique du Blitzkrieg (« guerre éclair ») formulé par la Wehrmacht pendant la période de l'entre-deux-guerres.
Avec l'Italie, le Japon, la Hongrie, la Bulgarie et la Roumanie, l'Allemagne nazie fait partie des forces de l'Axe. En dix mois, elle se rend victorieuse de la Pologne, de la Norvège, du Danemark, du Luxembourg, de la Belgique et de la France, grâce à l'étroite collaboration de la Luftwaffe avec les divisions blindées, les Panzer, coordonnés par une radiotélégraphie novatrice, cryptée. C'est donc une armée de l'air limitée à un rôle tactique qui a fait gagner l'Allemagne.
La Luftwaffe perd 1 470 avions sur le front occidental en mai-juin 1940 dont 1 290 durant l'invasion des Pays-Bas, de la Belgique et de la France ; entre 250 et 300 appareils sont perdus lors d'accidents.

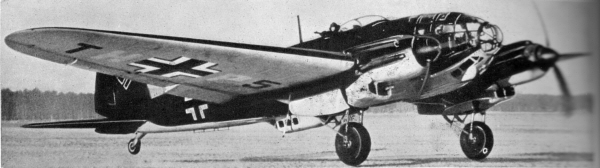
Le Heinkel He 111 était un des principaux types d'avions de bombardement bimoteurs au sein de la Luftwaffe en 1940, mais beaucoup d'entre eux furent abattus par les avions de chasse de la RAF pendant la bataille d'Angleterre et leurs équipages tués ou faits prisonniers.

Mais le commandant en chef de la Luftwaffe, le Reichsmarschall Hermann Göring commence à surestimer la capacité de ses escadrilles à apporter une victoire rapide et complète à l'Allemagne nazie. Il se vante de pouvoir détruire en un mois l'aviation britannique avant le déclenchement de l'invasion prévue du Royaume-Uni, l'opération dont le nom de code est « Seelöwe » (« Otarie »). Mais la Manche sépare la France occupée du Royaume-Uni et la mer du Nord sépare la Norvège occupée (où se trouvait stationnée la Luftflotte V (la flotte aérienne V) sous le commandement du Generaloberst (colonel-général) Hugo Sperrle). Cela contribue dans une grande mesure au maintien de la liberté du Royaume-Uni ainsi que l'emploi systématique du radar et la résistance courageuse des pilotes du « RAF Fighter Command », qui comporte non seulement des pilotes britanniques, mais aussi des pilotes de beaucoup d'autres nationalités, y compris à ce stade un tout petit nombre de Français (13 au moment de la bataille d'Angleterre)..
Ultérieurement, l'incapacité de la Luftwaffe à conquérir la maîtrise du ciel pendant la bataille d'Angleterre est vue comme la conséquence d'un changement de tactique. Au lieu d'attaquer les aérodromes militaires, la Luftwaffe commence à bombarder des cibles industrielles et des villes telles que Londres après un raid aérien sur Berlin le 25 août 1940 des bombardiers du RAF Bomber Command. C'est un moment clé de la conduite de la guerre. La puissance aérienne allemande commence petit à petit à diminuer à la suite de l'attaque de l'URSS en juin 1941 et de l'entrée en guerre des États-Unis en décembre 1941. L'Allemagne nazie éprouve des difficultés grandissantes d'approvisionnement en matériaux stratégiques, surtout l'aluminium, sans lesquels il devient de plus en plus difficile de construire des avions et d'autres armes pour les forces armées allemandes. Pire chose encore pour la Luftwaffe, la direction de Göring est vraiment défectueuse, bien que celui-ci réussisse toujours à rejeter la responsabilité de ses défaites sur ses subordonnés comme Ernst Udet (qui se suicide en novembre 1941).

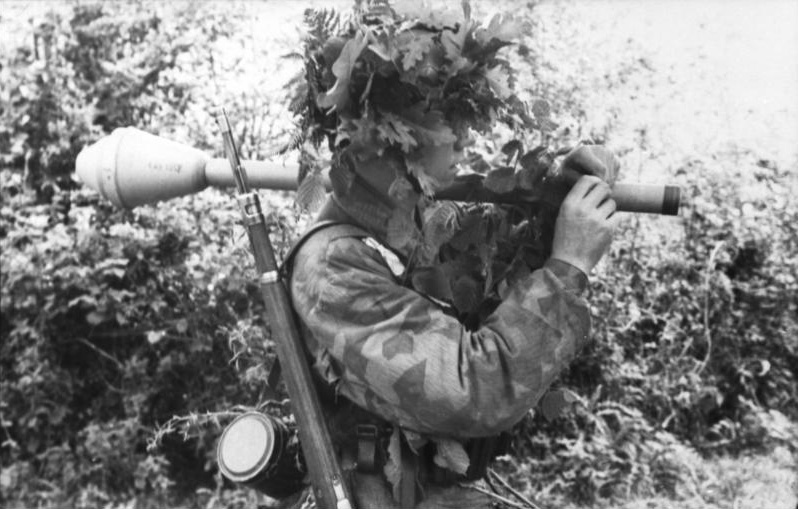
Un Fallschirmjäger lourdement armé, porte un Panzerfaust et la très caractéristique « blouse de saut » camouflée Splittermuster 41 « éclat » en Normandie.

Une des particularités uniques de la Luftwaffe est l'existence dès 1940 d'une force spécifique de troupes parachutistes d'élite, les Fallschirmjägers. Les opérations aéroportées sont nombreuses pendant 1940-1941, par exemple la capture habile et rapide du fort d'Ében-Émael (Wallonie, Belgique) en mai 1940 et celle plus âpre de la Crète en mai 1941. Mais les pertes importantes subies par les parachutistes et leurs avions de transport Junkers ju 52 pendant la bataille de Crète convainquent Hitler que le largage de parachutistes en masse était une grave erreur. Désormais, les Fallschirmjägers ne participent plus à des opérations aéroportées de grande envergure, mais plutôt à des opérations spéciales tel que le sauvetage réussi du dictateur fasciste italien Benito Mussolini lors de l'opération Eiche en 1943. À partir de l’année 1944, les Fallschirmjägers ne sont plus engagés dans des opérations aéroportées, la Luftwaffe ayant perdu sa supériorité aérienne. Ils continuent cependant de s'illustrer dans le seul rôle de troupes d'élite lors de batailles importantes telle que la bataille du mont Cassin où les Fallschirmjägers infligent des pertes énormes aux forces alliées de janvier à mai 1944. Göring obtient même la création d'une panzerdivision dépendant de la Luftwaffe, la 1re division Fallschirm-Panzer Hermann Göring, illustration du fonctionnement féodal du régime nazi.

### Sur le front de l'Est

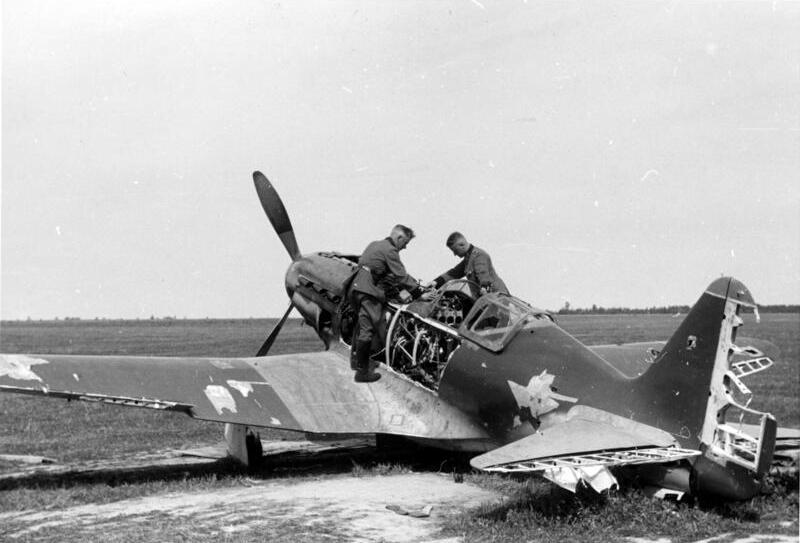
Un chasseur soviétique Mig-3 abattu par la Luftwaffe près de Białystok, examiné par des policiers allemands en octobre 1941. L'aviation soviétique, malgré de lourdes pertes, se reconstitue et prend l'avantage à partir de 1943.

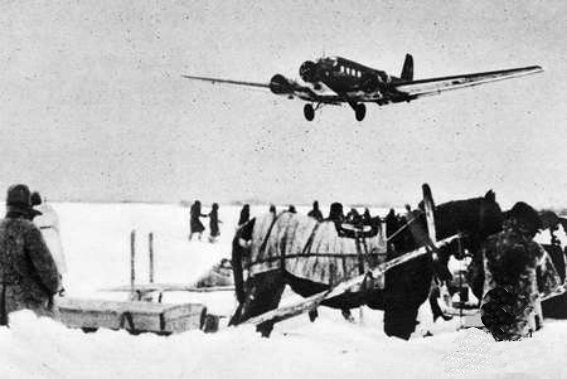
Ju 52 se posant sur Stalingrad, fin 1942. Le pont aérien allemand échoue à ravitailler les 290000 soldats de l'Axe encerclés dans les ruines de la ville.

On ressent la supériorité aérienne allemande surtout sur le front de l'Est en 1941 et 1942, car la Luftwaffe jouissait d'un niveau de tactique et de technologie globalement supérieur à celui des Soviétiques, ainsi que de la présence de beaucoup d’Experten, c'est-à-dire, des pilotes hautement expérimentés. Cependant des cas comme Erich Hartmann, qui terminera la guerre avec un palmarès incroyable - 352 victoires homologuées, dont 345 soviétiques, doivent être considérés avec la plus grande circonspection car elle ne correspondrait qu'à environ 80 avions ennemis réellement abattus après consultation des archives adverses. En revanche, le palmarès le plus élevé d'un pilote hors de la Luftwaffe n'est que de soixante-deux avions ennemis (y compris un exemplaire d'un Messerschmitt Me 262); il est revendiqué par un pilote soviétique, le colonel Ivan Kojiédoub (qui pilotait des chasseurs Lavotchkine La-5FN et La-7 plus rapides et plus manœuvrants que les Bf-109G et FW-190A adverses aux basses altitudes, lui laissant les plus grandes chances de succès dans les conditions de combat particulières du front de l'Est). Néanmoins, l'immensité du territoire russe autorisait les Soviétiques à reconstruire les usines à grande distance du front pour y fabriquer des milliers d'avions et d'autres armes qui permettaient à leurs forces armées d'arrêter et de repousser l'armée allemande en lui infligeant deux grandes défaites à Koursk et à Stalingrad (Volgograd), tout en empêchant la prise de Léningrad. Ainsi les VVS-RKKA brutalement réduites de 20 000 à 12 000 avions de combat du 22 juin au 31 décembre 1941, vont rapidement croître en 1942 et 1943 pour atteindre 21 900 appareils au 1er janvier 1943 puis 32 500 dont 13 400 dans les armées actives l'année suivante, établissant ainsi une supériorité aérienne incontestée jusqu'à la fin du conflit.

### Le front aérien
Contrairement à l'armée de l'air des États-Unis (USAAF), à cette époque sous la direction du général Henry H. Arnold, surnommé « Hap », les Allemands ne développent aucune force de bombardement stratégique. Et pourtant, avant la guerre, la Lufthansa employait des quadrimoteurs à longue portée (les Focke-Wulf Fw 200) pour des vols transatlantiques vers les États-Unis. Si les Allemands en avaient construit beaucoup au lieu de consacrer tant de ressources à la construction de bimoteurs, il est vraisemblable que de tels quadrimoteurs auraient pu infliger beaucoup plus de dégâts aux cibles dans le Royaume-Uni. Heureusement pour les Alliés, ils ne le feront pas, mais la Luftwaffe utilisera quand même le Fw 200 pour des missions sur l'Atlantique du Nord afin d'y détruire les navires de commerce qui apportaient les vivres indispensables aux îles britanniques assiégées. En revanche, les avions de bombardement lourds de l'USAAF, escortés par des avions de chasse comme le P-51 Mustang équipés de réservoirs d'essence supplémentaires largués une fois engagé le combat aérien avec des chasseurs ennemis, ont une assez longue portée pour pouvoir voler à l'intérieur du territoire du Reich pendant les opérations conduites en pleine journée, pendant que leurs collègues de la RAF continuent à attaquer de nuit les cibles ennemies.
Néanmoins, la Luftwaffe restait forte et avec le renforcement de la Flak qui eut un effectif dépassant les 2/3 de l'ensemble de l'arme et la Nachtjagd (Chasse de nuit) continua à abattre de nombreux avions de bombardement alliés, y compris, ce qui est étonnant, cent huit avions britanniques pendant une nuit unique (du 30 au 31 octobre 1944) quand la RAF attaque la ville de Nuremberg, célèbre lieu des rassemblements du parti nazi NSDAP pendant la période d'avant-guerre.
La Luftwaffe est active sur beaucoup de fronts, y compris en Afrique du Nord où elle donne un appui aérien à l'Afrika-Korps, qui est sous la direction du général Erwin Rommel, et également durant les offensives contre la Yougoslavie et la Grèce avant le déclenchement de l'invasion de l'Union des républiques socialistes soviétiques le 22 juin 1941. Beaucoup d'unités de la Luftwaffe se trouvent aussi en Italie, même après l'armistice italien avec les Alliés en septembre 1943, et elles restent dans le pays jusqu'à la fin de la guerre en Europe en mai 1945. Il existe aussi en Roumanie quelques escadrilles de chasseurs de la Luftwaffe ayant pour mission de protéger les gisements de Ploiești qui fournissent à la machine de guerre nazie le carburant vital pour son offensive contre l'URSS.
Quoique les Allemands aient fait des tentatives pour combattre les bombardiers lourds britanniques pendant la Première Guerre mondiale, la force de chasseurs de nuit allemande - la Nachtjagd - doit réinventer les tactiques à utiliser contre eux quand ils commencent à attaquer puissamment des cibles situées dans le territoire du Reich. Une chaîne de stations radar est établie sur toute la longueur du territoire, de la Norvège jusqu'à la frontière suisse, sous le nom de « ligne Kammhuber », ainsi nommée d'après le Generalleutnant (lieutenant-général) Josef Kammhuber. Les escadres avoisinants de chasseurs de nuit, les Nachtjagdgeschwaders (NJG), reçoivent l'alerte pour décoller et intercepter les bombardiers ennemis. Ces escadres sont équipés d'avions tels que le Messerschmitt BF 110 et le Junkers Ju 88, qui seront fournis plus tard avec le système de radar connu sous le nom de « Liechtenstein », installé dans le nez.
On considère le Heinkel He 219 Uhu (« hibou ») comme le meilleur des chasseurs de nuit allemands. Mais les Allemands ne les construisent pas en grand nombre. Les vagues de bombardiers anglais larguent pendant chaque mission des centaines de bandes d'aluminium appelées en français paillettes (et à l'époque en anglais par le nom de code de « Window » (« Fenêtre »), aujourd'hui « chaff », « ivraie ») pour rendre inutile le système de radar défensif et presque aveugles les chasseurs de nuit. Deux noms notables parmi les as des chasseurs de nuit : Helmut Lent, qui réussit à abattre 110 avions ennemis avant de perdre la vie dans un accident à l'atterrissage en octobre 1944, et Heinz-Wolfgang Schnaufer, qui réussit à en abattre 102 et à survivre à la guerre.

### La chute (1944-1945)
Après avoir joué un rôle pionnier dans le développement des avions munis de turboréacteur avec des prototypes tels que le Heinkel He 178 et le Heinkel He 280, la Luftwaffe devient la première armée de l'air au monde à mettre en service - mais à la hâte - un avion à réaction opérationnel, le Messerschmitt Me 262 dit « Schwalbe » (« hirondelle »). L'avion rencontre de nombreux problèmes de fiabilité avec ses moteurs : bien que ceux-ci bénéficient du tout nouveau concept d'écoulement axial, il leur manque néanmoins les matériaux stratégiques de haute qualité requis pour leur fabrication, résultat des bombardements alliés et de l'évolution négative de la guerre pour l'Allemagne. En plus du Me 262, l'industrie aérienne allemande produit d'autres appareils assez avancés tels que l'Arado Ar 234, un avion à réaction (soit bimoteur soit quadrimoteur) dédié au bombardement et à la reconnaissance, le Heinkel He 162 dit « Volksjäger » (« chasseur du peuple »), un chasseur à réaction monomoteur (le moteur est un BMW 003), le Messerschmitt Me 163 dit « Komet » (« comète »), un chasseur propulsé par une fusée (la Walther 509), parmi d'autres. D'autres types d'avion avancés, tels que l'aile volante, le Horten Ho 229 (à l'origine le Horten Ho IX), que les Allemands fabriqueront dans l'usine de la Gothaer Waggonfabrik (Gotha), se trouvent soit au stade des essais, soit même sur le point d'entrer en production à la fin de la guerre en Europe. L'industrie aéronautique allemande développe également le premier missile de croisière du monde, le Fieseler Fi-103, baptisé le V-1 (« V » étant utilisé ici pour « Vergeltung », « représailles » en français), et le premier missile sol-sol (ou « missile balistique ») baptisé le V-2.
Ces machines sont modernes, mais elles ne peuvent pas empêcher la défaite aérienne complète du Troisième Reich. La Luftwaffe manque de carburant, de pilotes entraînés et expérimentés, d'organisation et d'aérodromes sûrs (c'est-à-dire cachés).
Georges Blond présente une des raisons de cette défaite aérienne :

« On est stupéfait de constater que, pendant l'année 1944, les usines aéronautiques allemandes construisirent 25.800 chasseurs. Le chiffre des appareils mis en ligne par la Luftwaffe pendant la même année n'est pas moins remarquable : seulement 1.200. Les autres furent détruits en pièces détachées pendant leur transport, ou pendant leur montage, ou détruits au sol une fois montés, ou la Luftwaffe ne put les utiliser faute d'installations ou de combustible. »

— Georges Blond, L'agonie de l’Allemagne, 1944-1945, Paris, Arthème Fayard, 1952, p. 127-128.

L'allocation de carburant passant par exemple de 180 000 tonnes en avril 1944 à 50 000 tonnes en juin 1944, l'entrainement des nouveaux pilotes passant de 200 heures en 1942 à 110, voire 50 en 1944. Les pertes deviennent lourdes avec 1 311 appareils perdus en janvier 1944, 2 121 en février et 2 115 en mars; les pertes en pilotes hors de combat se montant en avril 1944 à 2 540 et en mai à 2 461. 
Surtout, les pertes de personnel qualifié ne purent être comblées. Si les escadrilles allemandes conservent des experten, pilotes de grande qualité accumulant les victoires, la formation de nouvelles recrues et leur intégration est difficile. Ainsi, en 1944, les recrues disposent de deux fois moins d'heures d'entrainement que leurs homologues alliés . Faiblement formés, ces pilotes meurent rapidement.
La dernière grande offensive lancée par la Luftwaffe a lieu le 1er janvier 1945 : l'opération Bodenplatte, dont le but est de détruire au sol autant d'avions ennemis que possible. Mais de leur côté, les Allemands perdent plus de 300 appareils et sont désormais partout sur la défensive pendant que les Alliés occidentaux et les Soviétiques envahissent le territoire du Reich lui-même et s'approchent de Berlin pour mettre fin au régime nazi. Les Alliés bénéficient des efforts de la technologie allemande en saisissant beaucoup d'avions abandonnés sur place après avoir été presque ou complètement détruits par l'ennemi pendant sa retraite vers l'intérieur de l'Allemagne. Par exemple, l'opération Paperclip (« trombone de bureau »), en 1944-1945, a pour but la saisie d'informations de toutes sortes dans le domaine des technologies militaires allemandes innovantes ainsi que la capture de spécialistes et d'ingénieurs pour les « évacuer » aux États-Unis, au Royaume-Uni, en URSS ou en France.
Parmi ceux qui vont en Russie, le professeur Hans Wocke, responsable du dessin du premier bombardier à réaction aux ailes à flèche négative du monde, le Junkers Ju 287, dont le premier prototype, le Ju 287 V1, faisait des vols d'essai pendant la guerre. Le dessin du Ju 287 s'incorpore dans le dessin du prototype du Junkers EF (« Erprobungsflugzeug », ou « avion d'essai ») 140. En tout cas, ni celui-ci ni aucun autre avion dessiné par les Allemands ne sera accepté au sein des forces armées soviétiques parce que les Allemands sont encore des prisonniers et que les autorités leur interdisent d'accéder aux installations modernes nécessaires pour dessiner et perfectionner les avions militaires. Les Soviétiques permettent à la plupart des dessinateurs captifs de revenir en Allemagne, soit occidentale soit orientale, vers la fin de 1953[réf. nécessaire].

## Organisation

### Commandement et propagande

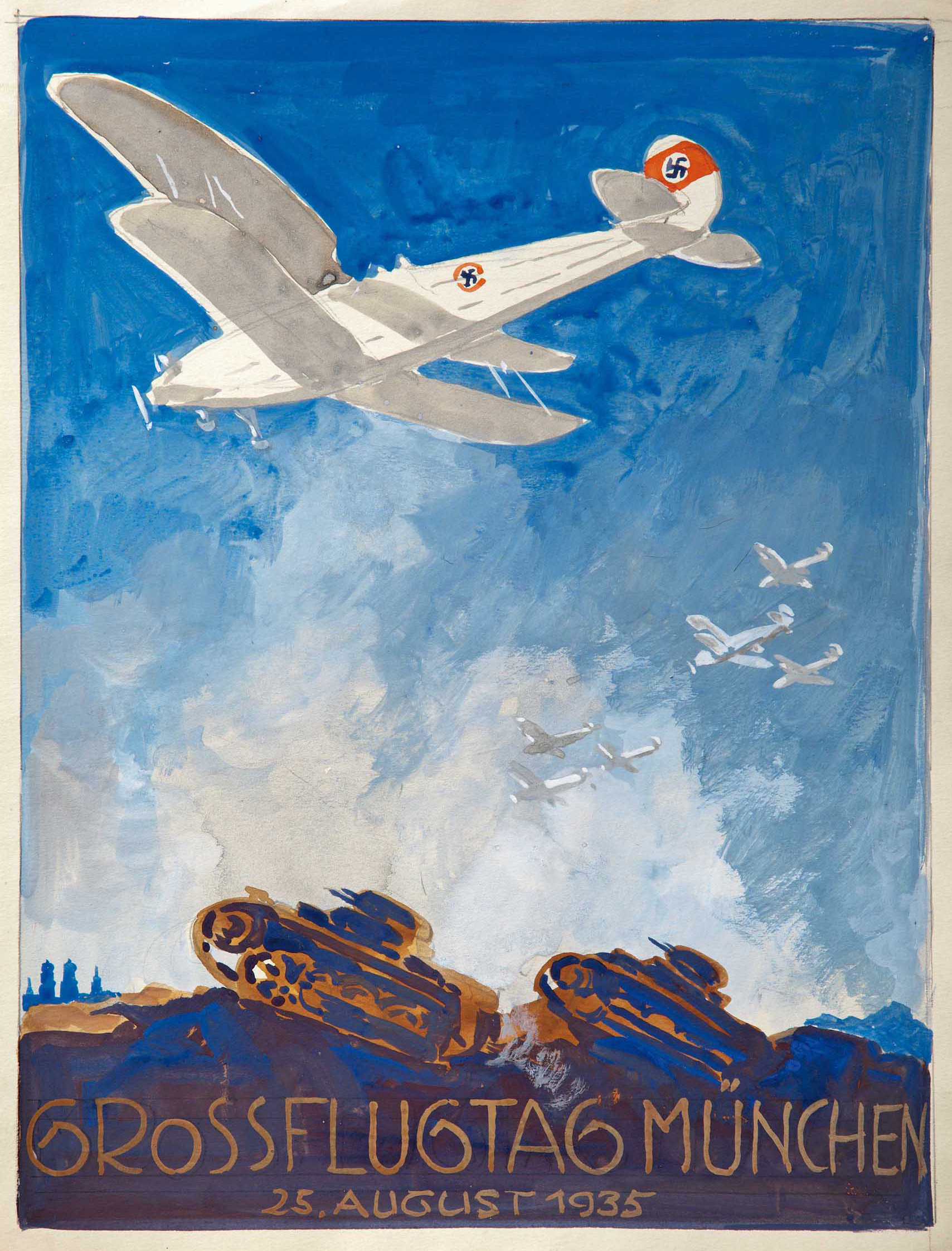
Affiche de la fête de l'aviation à Munich, par Albert Reich, 1935.

Pendant le cours du Troisième Reich, la Luftwaffe n'a que deux commandants en chef: Le premier est Hermann Göring. Mais Hitler le limoge à la fin de la guerre après avoir appris qu'il tentait de prendre contact sans autorisation avec les Alliés occidentaux dans le but de négocier un cessez-le-feu avant la chute de Berlin aux mains des Soviétiques. Hitler désigne donc le Generaloberst (colonel-général) Robert Ritter von Greim comme le second (et dernier) commandant en chef de la Luftwaffe. En même temps, il promeut celui-ci au grade de Generalfeldmarschall (général-maréchal). Ainsi, celui-ci devient le dernier officier allemand de la Seconde Guerre mondiale à recevoir une telle promotion au grade le plus haut.
Peu avant le déclenchement de la guerre, le ministre de la Propagande nazi avait publié un magazine spécialisé dans les activités de la Luftwaffe. Il s'appelait « Der Adler » (« L’Aigle ») et paraissait non seulement en allemand mais aussi dans d'autres langues, y compris ultérieurement celles des pays qui seront incorporés dans le territoire du Reich pendant la guerre elle-même, y compris en français. Tant que les États-Unis restent neutres (de septembre 1939 à décembre 1941), le magazine est également publié en anglais. Beaucoup d'images en couleurs prises à cette époque-ci viennent de cette publication.

### Organisation des unités opérationnelles
Les escadres de chasseurs, les Jagdgeschwader (JG), se composent de trois ou quatre groupes (Gruppen), qui se composent eux-mêmes de trois escadrilles (Jagdstaffel), chacune composée de douze avions. Donc l'escadre de chasseurs no 1 est la JG 1, le premier groupe de cette escadre est le I/JG 1 et la première escadrille est la 1./JG 1. (La JG 1 utilisait les Heinkel He 162 mentionnés ci-dessus vers la fin de la guerre en Europe. Pendant les deux derniers mois de la guerre, elle en perdit 22 ; dix pilotes trouvèrent la mort et six autres furent gravement blessés.)

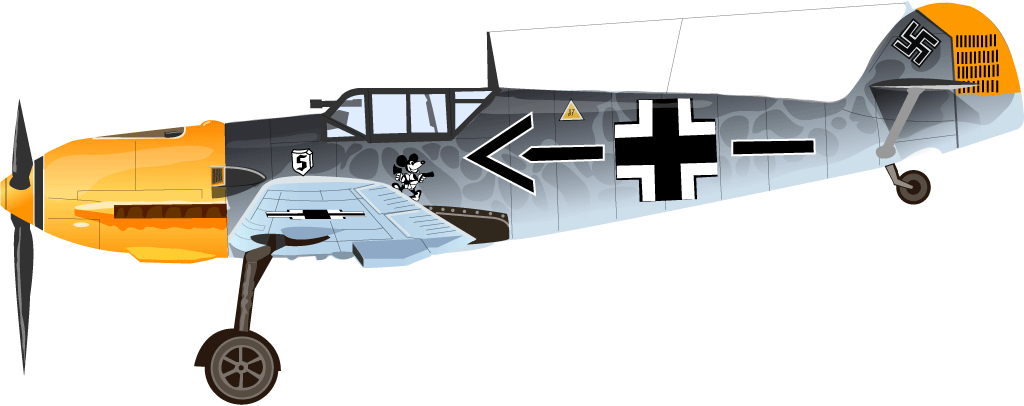
Exemple d'un Bf 109-E4 avec les marquages de Geschwaderkommodore, ici du JG 26.

De même, la Luftwaffe appelle les escadres de bombardiers les Kampfgeschwader (KG), celles de chasseurs de nuit les Nachtjagdgeschwader (NJG), celles de bombardiers en piqué les Stukageschwader (StG) et celles ayant de patrouille maritime et de sauvetage des équipages abattus en mer les Küstenfliegergruppen (Kü.Fl.Gr.). On appelle les groupes de bombardiers spécialistes les Kampfgruppen (KGr).
À la tête d'une Geschwader se trouve un Geschwaderkommodore, d'un Gruppe un Gruppenkommandeur et d'une Staffel un Staffelkapitän. Mais ces noms définissent des fonctions au sein de l'unité et non des grades d'officier dans la Luftwaffe. Généralement, c'est un Oberstleutnant (lieutenant-colonel) - ou, ce qui est exceptionnel, un Oberst (colonel) - qui est à la tête d'un Geschwader. Le Gruppe est en général commandé par un Major (commandant) ou un Oberstleutnant (lieutenant-colonel) mais il arrive aussi que ce soit un Hauptmann (capitaine). Et en théorie c'est un Hauptmann (capitaine) ou un Oberleutnant (lieutenant) et parfois même un Leutnant (sous-lieutenant) qui se trouve à la tête d'une Staffel. Un marquage spécifique sur le fuselage des avions identifie la fonction du pilote. Ainsi l'avion du Gruppenkommandeur comporte deux chevrons devant la Balkenkreuz alors que celui du Geschwaderkommodore comporte un chevron et deux barres horizontales qui entourent la Balkenkreuz.

## Galerie d'images

### Exemples de véhicules terrestres utilisés dans la Luftwaffe

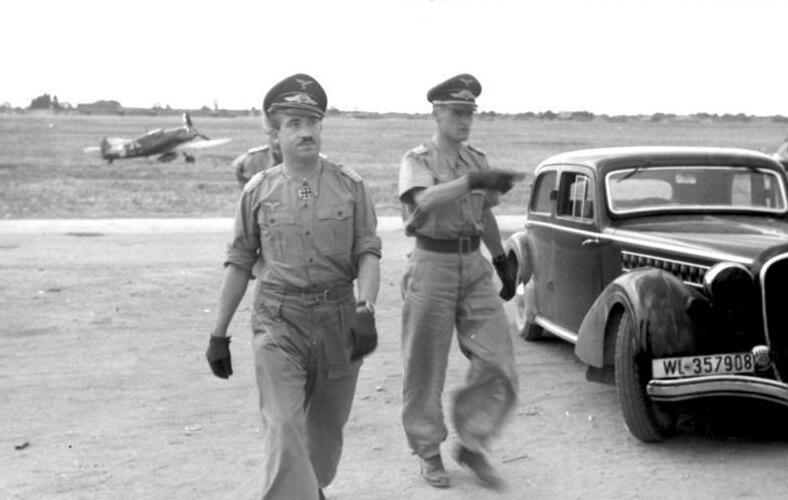
Italie du Sud, 1943, visite d'inspection sur un terrain d'aviation du Generalmajor Adolf Galland, qui vient de descendre de son véhicule.
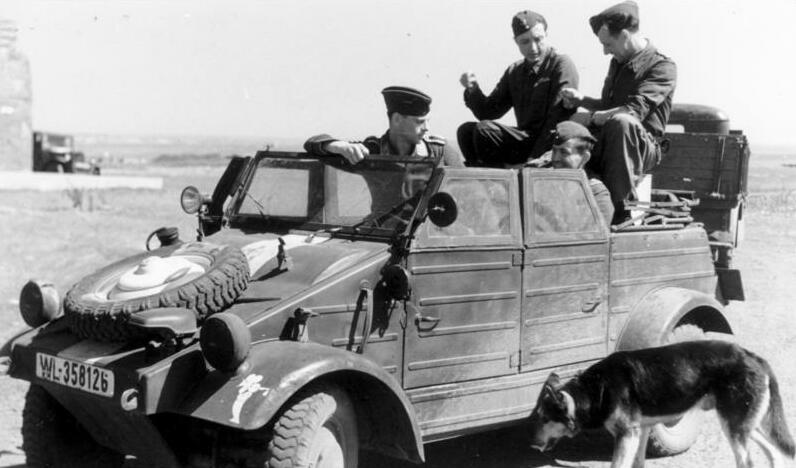
Sud de la Russie, 1943, des membres d'une compagnie de propagande de la Luftwaffe, à bord d'un Kübelwagen.
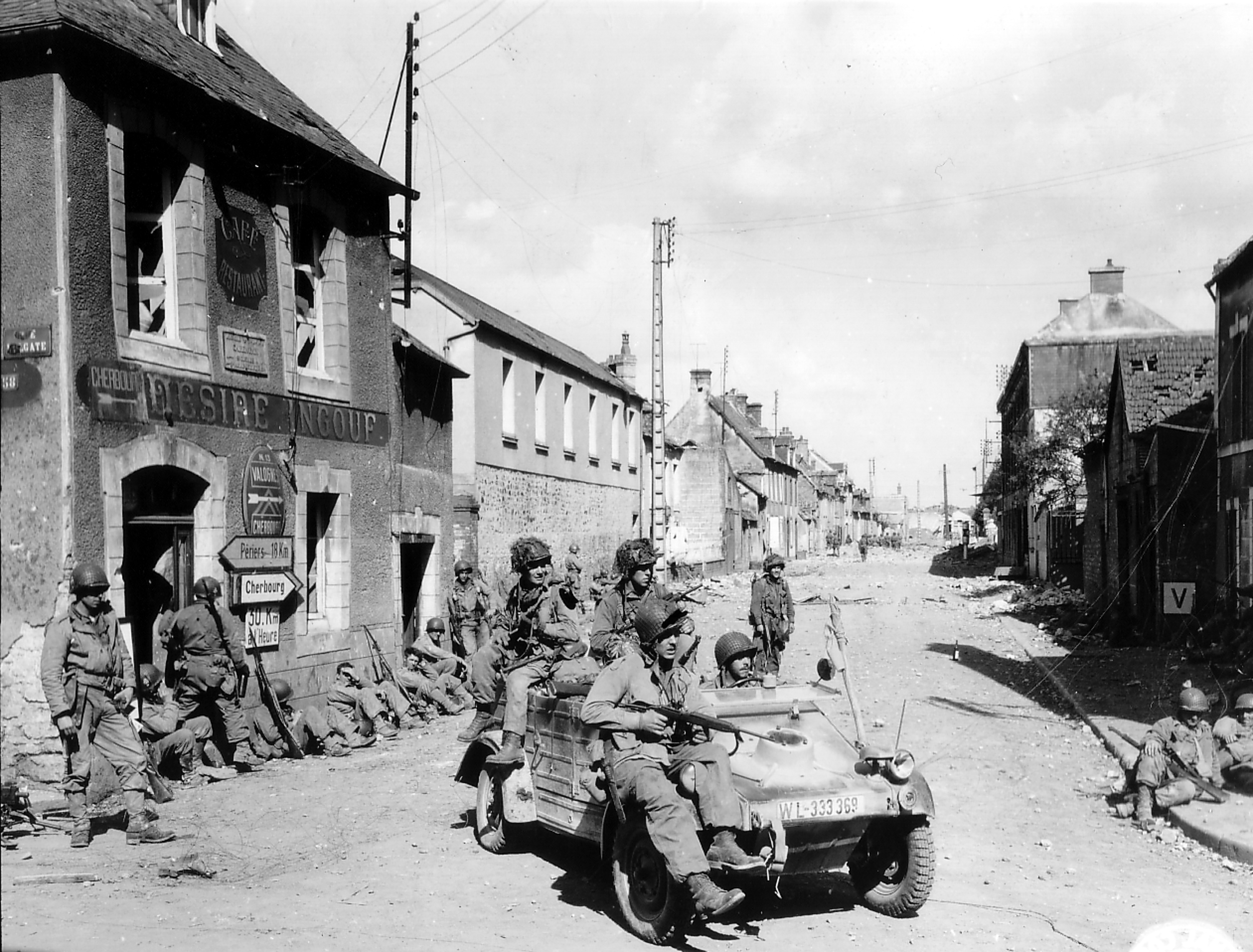
Carentan en Normandie, printemps-été 1944, des parachutistes américains à bord d'un véhicule capturé de la Luftwaffe, de type Kubelwagen.
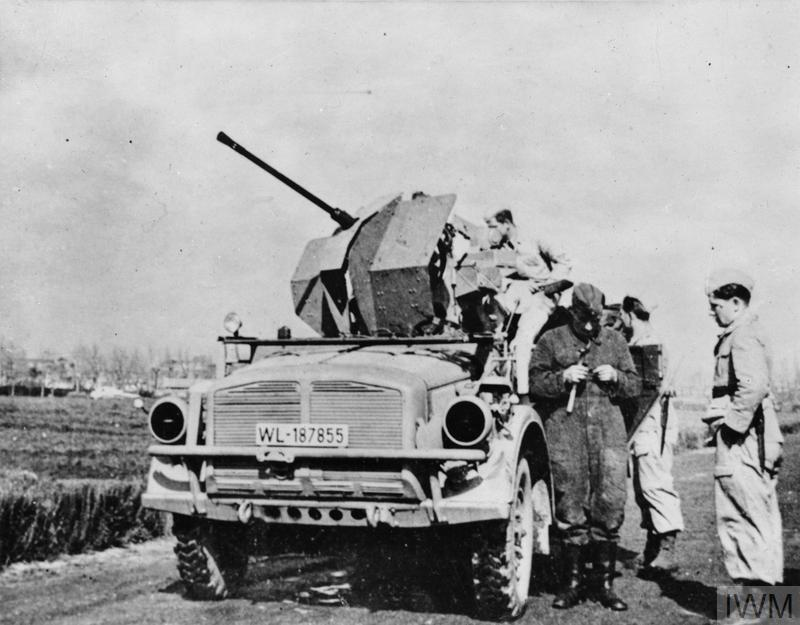
Probablement en Allemagne, 1945, canon de 20 mm de la Flak, sur un camion Horch 108.
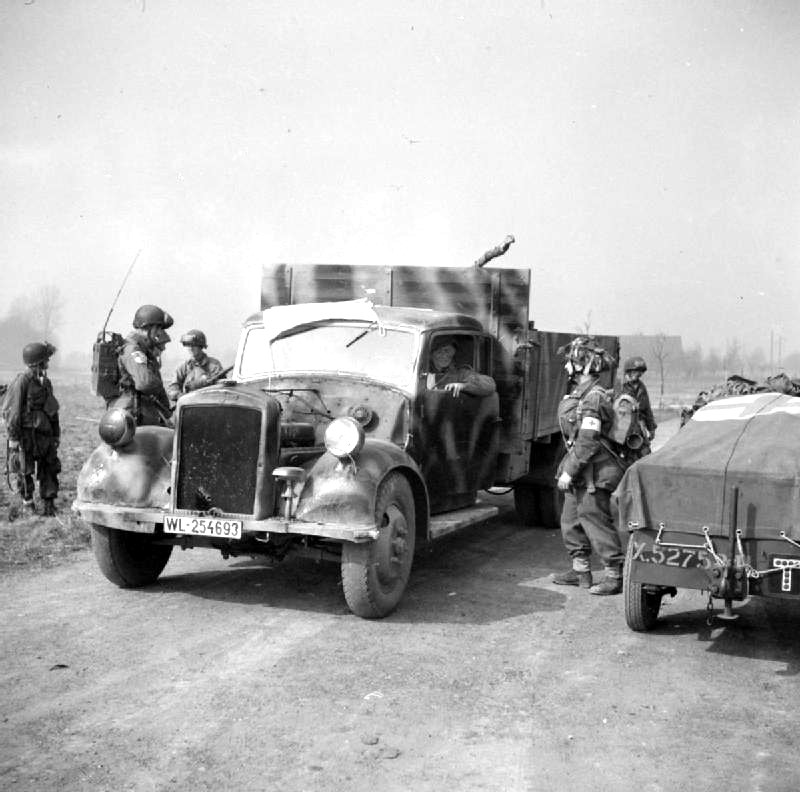
Europe du Nord-Ouest, mars 1945, des parachutistes britanniques auprès d'un camion Hansa-Lloyd de la Luftwaffe capturé, sur la rive est du Rhin.
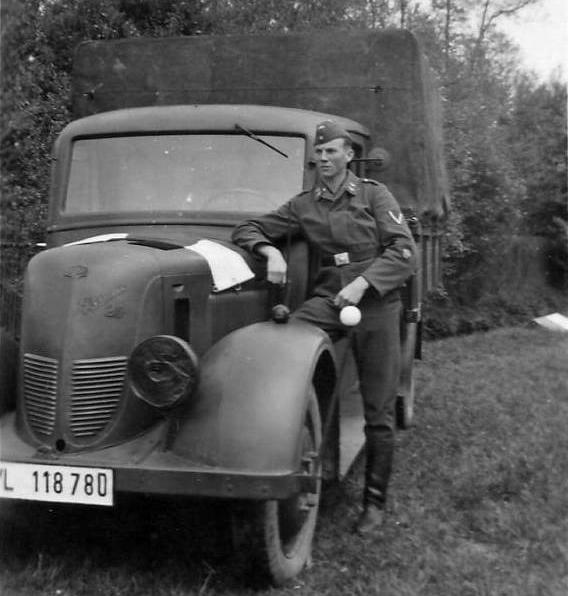
Lieu et date inconnus, camion Phänomen Granit 25 (ru) de la Luftwaffe.